# 情事 (韓國電影)
《情事》（韓語：정사）是1998年在韩国上映的爱情片，该片荣获多项国际性大奖。

## 剧情介紹
素贤過著與一般人無異的生活，丈夫是白领，儿子是小学生，娘家有病重的父亲，妹妹智賢暫居國外。宇因是智賢的未婚夫，甫从美国归来。素贤受妹妹的請託，给予準妹夫宇因帮助，協助他處理結婚事宜、尋找新房等。日久天长，宇仁对素贤心生爱慕，並主動吻了瑞賢。
宇因受邀至素贤家聚餐，散會后，在电梯里抱住素贤，被素贤制止。宇因告訴素贤他會在公園等到瑞賢現身，掛念的素贤，等丈夫睡着後，來到公園和宇因會面。在寒冷夜裡淋雨的宇仁因此病倒，素贤去探望他的时候，宇因主動求愛，素贤没有拒绝。两人的恋情暗地蔓延，经常出遊並做愛。
俊日察覺瑞賢的心不在家庭，且與宇仁過從甚密，但他隻字未提。瑞賢意識到自己疏於家庭，智賢也已从美国归来，痛定思痛，嘗試放棄一生的真愛，斬斷婚外情。深愛瑞賢的宇仁最終悔婚，智賢得知宇仁動心的對象是姊姊後，心生愤怒，斷絕姐妹关系。瑞賢無法再帶著假面具，過著符合世人的生活，因此主動提出離婚，且不約而同地，和宇仁搭上飛往洛杉磯轉機的航班。

## 演员陣容
- 李美淑 飾演 素贤：38岁的有夫之婦
- 李政宰 飾演 李宇因：長年旅居國外的韓裔男性
- 宋永彰 飾演 尹俊日所長：瑞賢的丈夫，事業有成的建築師
- 金玟 飾演 智賢：瑞賢的妹妹
- 李祐賢 飾演 尹珍秀：瑞賢與俊日的兒子
- 崔明洙 飾演 瑞賢與智賢的父親
- 金東虎 飾演 建築公司會長（特別演出）
- 李榮蘭 飾演 李所長：俊日的同事（特別演出）
- 鄭璟淳 飾演 瑞賢的鄰居（特別演出）